# Sauber C31
De Sauber C31 is een Formule 1-auto, die in 2012 wordt gebruikt door het Formule 1-team van Sauber.

## Onthulling
De C31 werd op 6 februari 2012 onthuld op het Circuito Permanente de Jerez. De auto wordt bestuurd door Kamui Kobayashi en Sergio Pérez.

## Technisch
| Details   | Details                  |
| --------- | ------------------------ |
| Ontwerper | James Key                |
| Motor     | Ferrari 2400 cc V8 (90°) |
| Banden    | Pirelli                  |

## Resultaten
| Resultaat                     |
| ----------------------------- |
| Winnaar                       |
| Tweede plaats                 |
| Derde plaats                  |
| Gefinisht (punten)            |
| Gefinisht (geen punten)       |
| Niet geklasseerd (NC)         |
| Uitgevallen (DNF)             |
| Niet gekwalificeerd (DNQ)     |
| Gediskwalificeerd (DSQ)       |
| Niet gestart (DNS)            |
| Gewond (INJ)                  |
| Uitgesloten (EX)              |
| Teruggetrokken (WD)           |
| Niet deelgenomen (blanco cel) |
| vetgedrukt (pole position)    |
| cursief (snelste ronde)       |

| Jaar | Chassis    | Motor              | Banden | Coureurs        | 1   | 2   | 3   | 4   | 5   | 6   | 7   | 8   | 9   | 10  | 11  | 12  | 13  | 14  | 15  | 16  | 17  | 18  | 19  | 20  | Punten | WK-plaats |
| ---- | ---------- | ------------------ | ------ | --------------- | --- | --- | --- | --- | --- | --- | --- | --- | --- | --- | --- | --- | --- | --- | --- | --- | --- | --- | --- | --- | ------ | --------- |
| 2012 | Sauber C31 | Ferrari 056 2.4 V8 | P      |                 | AUS | MAL | CHN | BHR | ESP | MON | CAN | EUR | GBR | GER | HUN | BEL | ITA | SIN | JPN | KOR | IND | ABU | USA | BRA | 126    | 6e        |
| 2012 | Sauber C31 | Ferrari 056 2.4 V8 | P      | Kamui Kobayashi | 6   | DNF | 10  | 13  | 5   | DNF | 9   | DNF | 11  | 4   | 18† | 13  | 9   | 13  | 3   | DNF | 14  | 6   | 14  | 9   | 126    | 6e        |
| 2012 | Sauber C31 | Ferrari 056 2.4 V8 | P      | Sergio Pérez    | 8   | 2   | 11  | 11  | DNF | 11  | 3   | 9   | DNF | 6   | 14  | DNF | 2   | 10  | DNF | 11  | DNF | 15  | 11  | DNF | 126    | 6e        |

† De rijder was niet in staat de race uit te rijden maar werd toch gekwalificeerd omdat hij meer dan 90% van de race heeft gereden.
Red Bull RB8 ·
McLaren MP4-27 ·
Ferrari F2012 ·
Mercedes F1 W03 ·
Lotus E20 ·
Force India VJM05 ·
Sauber C31 ·
Toro Rosso STR7 ·
Williams FW34 ·
Caterham CT01 ·
HRT F112 ·
Marussia MR01